# Ouled Chebel
Ouled Chebel (em árabe: أولاد الشبل) é uma cidade e comuna localizada na província de Argel, no norte da Argélia. Sua população era de 20 006 habitantes, em 2008.